# Wodynie (gemeente)
De gemeente Wodynie is een landgemeente in het Poolse woiwodschap Mazovië, in powiat Siedlecki.
De zetel van de gemeente is in Wodynie.
Op 30 juni 2004 telde de gemeente 4867 inwoners.

## Oppervlakte gegevens
In 2002 bedroeg de totale oppervlakte van gemeente Wodynie 115,66 km², waarvan:
- agrarisch gebied: 68%
- bossen: 27%

De gemeente beslaat 7,21% van de totale oppervlakte van de powiat.

## Demografie
Stand op 30 juni 2004:
| Omschrijving                   | Totaal | Totaal | Vrouwen | Vrouwen | Mannen | Mannen |
| ------------------------------ | ------ | ------ | ------- | ------- | ------ | ------ |
| eenheid                        | aantal | %      | aantal  | %       | aantal | %      |
| inwoners                       | 4867   | 100    | 2403    | 49,4    | 2464   | 50,6   |
| bevolkingsdichtheid (inw./km²) | 42,1   | 42,1   | 20,8    | 20,8    | 21,3   | 21,3   |

In 2002 bedroeg het gemiddelde inkomen per inwoner 1222,93 zł.

## Administratieve plaatsen (sołectwo)
Borki, Brodki, Budy, Czajków, Helenów, Jedlina, Kaczory, Kamieniec, Kochany, Kołodziąż, Łomnica, Młynki, Oleśnica, Ruda Wolińska, Rudnik Duży, Rudnik Mały, Seroczyn, Soćki, Szostek, Toki, Wodynie, Wola Serocka, Wola Wodyńska, Żebraczka.

## Overige plaatsen
Chrośla, Góra, Kolonia Wola Serocka, Koszary, Kurpierz, Lipiny, Naroże, Nowiny, Pociejów, Porogów, Ruda Szostkowska, Strójnik, Tule, Zastróżka.

## Aangrenzende gemeenten
Borowie, Domanice, Latowicz, Mrozy, Skórzec, Stoczek Łukowski